# Week Ends Only
Week Ends Only est un film américain réalisé par Alan Crosland et sorti en 1932.

## Synopsis
Le père de Joan Bennett a perdu toutes ses économies à la suite du krach de 1929, ce qui oblige sa fille a travailler comme hôtesse dans un bar clandestin à la campagne. Elle tombe amoureuse d'un artiste désargenté Ben Lyons, alors qu'un gentlemen est amoureux d'elle.

## Fiche technique
- Réalisation : Alan Crosland
- Scénario : William M. Conselman, Samuel Hopkins Adams d'après un de ses romans publié sous le nom de Warner Fabian[1],[2]
- Production : Fox Film Corporation
- Photographie : Hal Mohr
- Montage : Louis R. Loeffler
- Durée : 70 minutes
- Dates de sortie: 
  - 19 juin 1932 ( États-Unis)

## Distribution
- Joan Bennett : Venetia Carr
- Ben Lyon : Jack Williams
- John Halliday : Arthur Ladden
- Halliwell Hobbes : Martin
- Walter Byron : Jimmy Brigg
- Henry Armetta : Washroom Attendant
- John Arledge : Ted Lane